# Pont du détroit d'Akashi
Le pont du détroit d'Akashi (明石海峡大橋, Akashi kaikyō ōhashi) est un pont suspendu, situé au Japon. Il franchit la mer intérieure de Seto pour relier Kobe, sur l'île principale de Honshū, à la ville d'Awaji, sur l'île du même nom. Sa portée centrale est de 1 991 m. La longueur totale du pont est de 3 911 m ce qui en fait le deuxième plus long pont suspendu du monde.
Ce pont est le dernier élément d'un réseau qui relie les quatre îles principales du Japon : Honshū, Hokkaidō, Kyūshū et Shikoku.

## Genèse de l'ouvrage
Vers 1930, Chujiro Haraguchi, qui était alors ingénieur au ministère de l'Intérieur (ultérieurement il devint maire de Kobe), proposa de relier les deux îles, Honshu et Shikoku, par un pont suspendu. À l’époque, les finances japonaises et les techniques de construction étaient insuffisantes.
Avant la construction du pont, les passagers devaient emprunter des ferries afin de franchir le détroit d'Akashi. Ce dernier est une voie maritime dangereuse, souvent soumise à des conditions météorologiques sévères. En 1955, deux ferries font naufrage dans le détroit pendant une tempête, provoquant la mort de 168 enfants. Devant le choc provoqué par cet événement, le ministère de l’Équipement et les Chemins de fer japonais reprirent l’idée en 1959 : une Commission du pont Honshū-Shikoku fut créée en 1970 pour concevoir, construire et entretenir un ensemble de routes et de voies ferrées. Les ingénieurs proposèrent de créer trois tronçons : l’axe Kojima (ja) -Sakaide, qui fut terminé en 1988, l’axe Kobe-Naruto, avec le pont Akashi-Kaikyo, et l’axe Onomichi-Imabari.
Le projet original prévoyait un pont mixte (routier et ferroviaire) ; cette option est abandonnée au profit d'un pont routier à six voies. La construction du pont commença en mai 1988. Il est ouvert à la circulation le 5 avril 1998.

## Caractéristiques

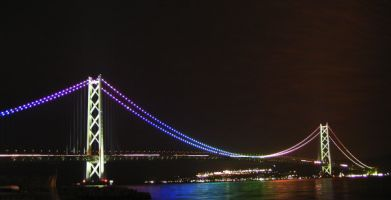
Vue nocturne du pont du détroit d'Akashi.

Le détroit d'Akashi est une voie maritime internationale, empruntée par plus de 1 400 navires par jour ; la largeur minimale de cette voie doit être de 1 500 mètres. Le pont a ainsi une portée centrale de 1 991 mètres et deux portées latérales de 960 mètres, pour une longueur totale de 3 911 mètres. La travée centrale devait initialement mesurer 1 990 mètres ; elle fut étirée d'un mètre à la suite du tremblement de terre de Kōbe, le 17 janvier 1995, dont l'épicentre était situé entre les deux piliers du pont. A son ouverture en 1998 , il était le plus long pont suspendu du monde jusqu’en 2022 avec l’ouverture du Pont du détroit des Dardanelles en Turquie 
Le pont supporte trois voies de circulation dans chaque sens. 
La conception du pont doit lui permettre de résister à des vents de 80 m/s (près de 290 km/h), à des séismes d'une magnitude de 8,5 sur l'échelle de Richter ainsi qu'à des courants marins de 4,5 m/s.

Élévation du pont.

## Des études en soufflerie
Comme une travée centrale d'une telle longueur donne une prise au vent considérable, un modèle réduit du pont, 100 fois plus petit que le pont réel, a été construit afin d'étudier son comportement dans une soufflerie. La structure qui a été élaborée d'après ces tests devrait supporter des vents qui souffleraient à plus de 290 kilomètres à l'heure.
En dessinant les travées, les spécialistes ont trouvé qu'un type particulier de torsions du tablier, lors de certains vents, risquait d'être gênant : sans un amortissement, le pont se briserait. Grâce à de nouveaux essais en soufflerie, ils ont alors conçu une travée renforcée, qui ne présentait pas cette résonance, et ils ont installé des plaques de stabilisation verticales sous la bande médiane du pont afin d'amortir les oscillations.

## Éléments de l'ouvrage

### Les fondations
L'île d'Awaji repose sur du granite, une roche dure qui soutient la majorité des longs ponts du monde, mais ce lit de granite s'enfonce rapidement sous le détroit d'akashi, où il est recouvert par une couche superficielle de vase durcie et de grès. À proximité de l'île de Honshu, le fond est couvert de graviers, recouverts par endroits de sédiments mous et mouvants, si bien que les fondations du pont Akashi kaikyō ont dû être posées non sur des roches dures, mais sur des roches sédimentaires et des graviers à demi consolidés.
Avant de construire les fondations des pylônes, des échantillons des couches sous-marines ont été prélevés et ont permis de vérifier que le sol était suffisamment résistant pour supporter un pylône de 25 000 tonnes sans qu'il s'enfonce ni ne s'incline. 
Les fondations sont constituées de deux caissons cylindriques de 80 mètres de diamètre et de 70 mètres de hauteur: ce sont les plus grands qui aient jamais été construits. Dotés d'une double paroi, ils flottaient, malgré leur masse supérieure à 19 000 tonnes. Douze remorqueurs les ont halés vers leurs emplacements respectifs et, profitant des quelques heures de marée basse, où les courants marins sont ralentis, les équipes techniques ont procédé à leur immersion, en remplissant d'eau l'espace entre les deux parois. 
Le compartiment central de ces caissons n'a pas de fond : il repose directement au fond de l'eau. Ce dernier a été nettoyé, par aspiration. Puis une barge établie en surface a préparé du béton immergé, un béton très fluide qui ne se dissout pas dans l'eau. Pour minimiser les imperfections du béton, ce dernier fut préparé et versé dans le compartiment central du caisson, en continu, pendant trois jours et trois nuits. Puis du béton a été coulé dans le compartiment externe. Le coulage du béton a duré un an.

### Les pylônes
Les pylônes du pont, plus hauts de 56 mètres que ceux du Golden Gate de San Francisco, sont flexibles : leur partie supérieure se courbe facilement avec le mouvement des câbles. Intérieurement, chaque pylône est divisé en 102 niveaux par des cloisons horizontales, et il renferme un ascenseur en son centre. Un pylône est ainsi comme une tour de 102 étages, avec une superficie de 100 mètres carrés par étage.
Pour éviter les vibrations, une section cruciforme a été retenue et des stabilisateurs ont été mis en place à l'intérieur, oscillant dans une direction opposée à celle du pylône, et amortissant ainsi son mouvement.
Pour leur fabrication, les pylônes ont été subdivisés en 30 blocs d'environ dix mètres de hauteur chacun. Chaque bloc était ensuite divisé en trois parties qui, avec une masse inférieure à 160 tonnes, pouvaient être soulevées par les grues.
Une fois les blocs transportés sur le site, une grue auto-élévatrice a érigé les pylônes. Après la pose de chaque bloc, la grue se soulevait elle-même jusqu'au niveau suivant, puis hissait un autre bloc, et ainsi de suite. Ce procédé novateur a limité l'emploi d'échafaudages temporaires. Il a en outre réduit la durée et le coût de la construction.

### Les cables

Section d'un câble.

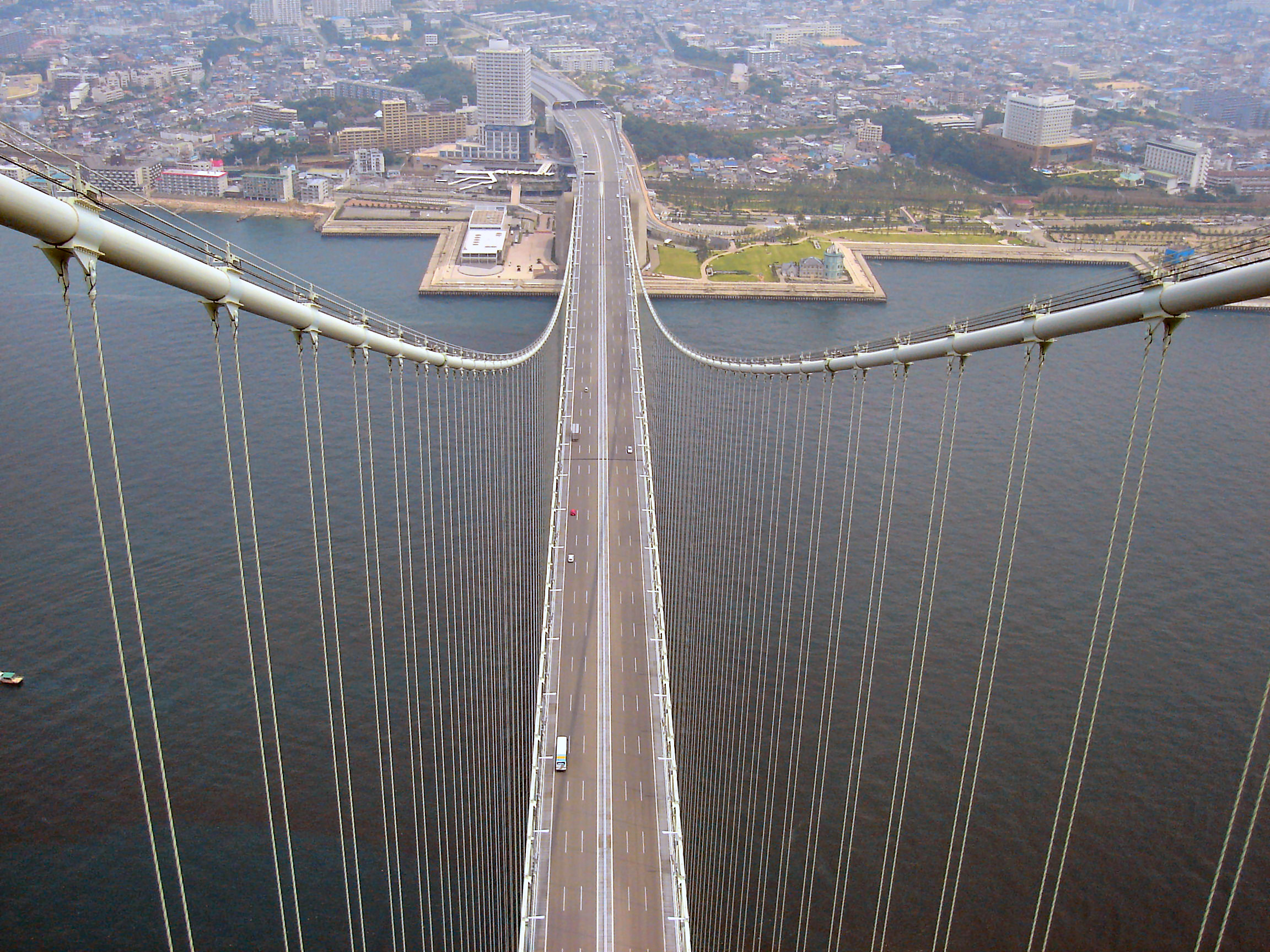
Les câbles et les suspentes vus du haut d’un pylône.

Les câbles qui ont été posés sur les pylônes ont été conçus spécialement car des câbles classiques, qui supportent une tension d'1,57 GPa (160 kilogrammes-force par millimètre carré), auraient été trop fragiles. Après des études de métallurgie, le choix d’un alliage d'acier comportant un faible pourcentage de silicium a été fait. La résistance à la tension était ainsi d'1,77 GPa (180 kilogrammes-force par millimètre carré), ce qui donne une résistance totale d'1,75 méganewtons (178 000 tonnes-force) par câble, de sorte qu’on a pu n'utiliser qu'un seul câble de chaque côté du pont pour soutenir le tablier. Grâce à cette simplification de la structure, le poids de l'ensemble et la durée de l'édification ont été diminués.
Chaque câble est composé de 290 torons qui se composent chacun de 127 brins d'acier résistant. La longueur totale de ces brins correspond à sept fois et demie le tour de la Terre.
Pour mettre en place les câbles sans gêner la navigation, un hélicoptère a tout d'abord transporté un câble de guidage au-dessus du détroit ; on a utilisé ce guide pour tirer des câbles plus résistants et former une passerelle. Des treuils placés le long de cette passerelle ont permis de tendre chaque toron. C'est à minuit, lorsque la chaleur du soleil ne risquait pas de faire jouer le métal, que les techniciens ont ajusté les profils des torons afin de répartir équitablement la charge sur chacun d'eux.

### Le tablier
Le séisme de Kōbe, survenu le 17 janvier 1995, résultant de l’apparition d’une nouvelle faille qui s'était ouverte près du pont, à 14 kilomètres de profondeur, provoqua un déplacement des fondations et une ouverture de 80 centimètres de la travée centrale et de 30 centimètres de la travée située du côté d'Awaji.
La structure déjà construite n'a pas été endommagée, parce que le pont avait été conçu pour résister à un séisme de magnitude 8,5, qui aurait résulté d'un mouvement de la plaque Pacifique. Ils avaient même conçu les structures pour qu'elles résistent à une tempête ou à un séisme tels qu'il ne s'en produit qu'une fois tous les 150 ans. En revanche, il n'avait pas été prévu un déplacement des fondations, dû à une nouvelle faille à l'aplomb du pont.
Les ingénieurs ont donc dû redessiner les travées, afin d'allonger le pont d'1,1 mètre. Un mois après le séisme, la construction reprenait. C'était un moindre mal que le séisme se soit produit avant que le pont ne soit terminé, car certaines structures comme les joints de dilatation, qui ont été insérées plus tard, auraient pu être endommagées.

## Acteurs

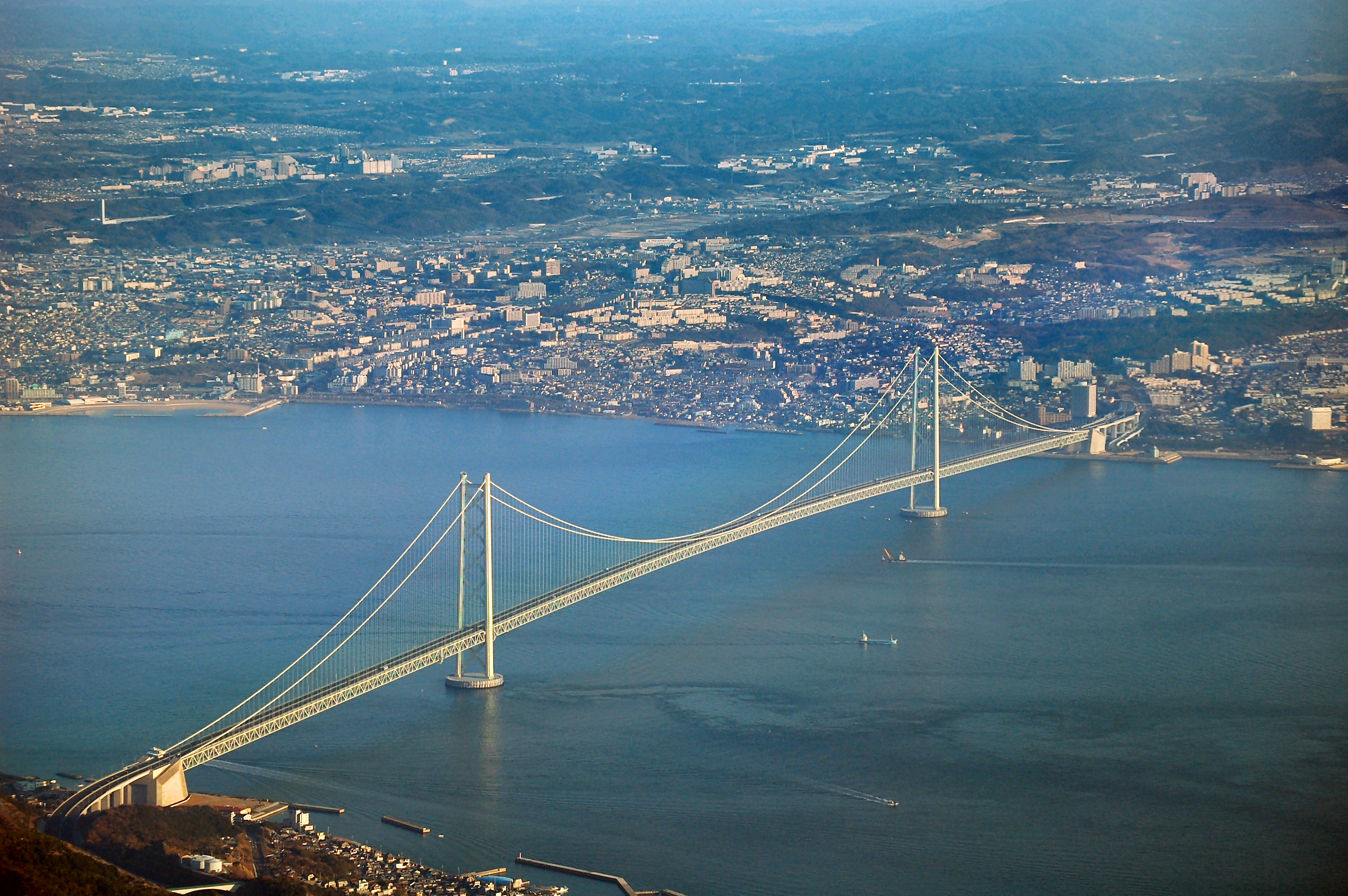
Vue aérienne.

| Rôle                       | Nom                              | Partie de la structure  |
| Conception                 | Honshu Shikoku Bridge Authority  |                         |
| Construction               | Obayashi Corp.                   | ancrage Kobe            |
|                            | Kawasaki Heavy Industries        |                         |
|                            | Solétanche Bachy                 | fondations des ancrages |
|                            | Taisei Corporation               |                         |
| Construction en groupement | Kawada Industries                |                         |
| Construction métallique    | Mitsubishi Heavy Industries Ltd. |                         |
|                            | Yokogawa Bridge Corporation      |                         |